# Szent Szümeón
Új teológus Szent Szümeón (Συμεὼν ὁ Νέος Θεολόγος, Szimeón, 949 – 1022. március 12.) görög szerzetes, a bizánci egyház egyik legnagyobb misztikusa.

## Élete
A paphalagóniai Galatéban született nemes és gazdag családból. Már gyermekkorában a konstantinápolyi nagyszülőkhöz került, akik kiváló nevelést biztosítottak számára. A szép kiállású fiatalt nagybátyja be akarta juttatni a császári udvarba, de erre – Szümeón könnyei miatt – nem került sor.
Szümeón 14 éves korában be akart lépni a hírneves Sztudion monostorba, de ott várakozásra intették. 20 éves kora körül érte első misztikus élménye. 977 körül mégis bekerült a Sztudion monostorba. Az idős Sztudita Szent Simeon vezette be a szerzetesi élet gyakorlataiba. Rövid pontokba foglalta tanácsait, egyben kezébe adta Márk remete a lelki élet törvényeiről szóló könyvét. Az ifjú Simeonnak azonban társai féltékenysége és az apát ellenséges magatartása miatt nemsokára távoznia kellett. Sztudita Simeon átvitte őt a Szent Mamasz kolostorba, ahol három év múlva Antoniosz apáttól megkapta a monasztikus tonzúrát. Két évvel később a pátriárka parancsára – bár ő ellenkezett – pappá szentelték, egyben kinevezték az elhunyt apát utódjává.
Szümeónnak sikerült a válságos állapotú monostort virágzó közösséggé alakítania. Reformtörekvései olykor ellenállásba ütköztek. Egyszerre 30 lázadó szerzetes hagyta el a kolostort. Simeon szóval, türelemmel valamennyit visszatérítette.
Egyéb, a pátriárkáig jutó rágalmak miatt 1005 körül Simeon lemondott, s elítélten száműzetésbe ment. Szkutari (ma Shkodra, Albánia) mellett új monostort alapított. 13 évig tartó száműzetése után az általa előre megmondott napon, 1022. március 12-én hunyt el. Körülbelül 73 éves volt.

## Művei
Legtöbb írása élete utolsó két évtizedében készült: lejegyezte misztikus élményeit, éjjeleken át fogalmazta teológiai tanulmányait, katekétikai beszédeit; számos himnuszt írt, és széles körű levelezést folytatott. Halála előtt tanítványára, Niketasz Sztétoszra bízta jegyzeteit, aki később megírta mestere életrajzát. Aszkétikus-misztikus jellegű művei a hészükhazmus irodalmába tartoznak, egy részük bekerült a népszerű Philokalia gyűjteménybe.

## Művei magyarul
- Huszonöt fejezet az istenismeretről és a teológiáról; ford., jegyz., utószó, szerk. Perczel István; Paulus Hungarus–Kairosz, Bp., 2000, 102 o., ISBN 963-9302-49-X
- Szent Simeon, az Új Teológus: Az isteni szerelmek himnuszai; ford., utószó, jegyz. Perczel István; L'Harmattan–Odigitria, Bp., 2010 (Odigitria könyvek), 411 o., ISBN 978-963-236-369-1